# Hörstorf (Gemeinde Fraham)
Hörstorf ist eine Ortschaft und eine Katastralgemeinde in der Gemeinde Fraham im oberösterreichischen Hausruckviertel. Die Ortschaft hat 68 Einwohner (Stand 1. Jänner 2024).
Das Dorf liegt westlich von Fraham an der Wallerner Straße und wird vom Innbach tangiert, der, von Südwesten kommend, bald darauf in die Donau mündet.
Bis 1995 existierte in Hörstorf eine Ladestelle der Linzer Lokalbahn.

## Geschichte
Das früheste Schriftzeugnis ist von 1150 und lautet „Herstorf pei der Inn“. Der Name geht auf althochdeutschen Personennamen Heri zurück.

## Persönlichkeiten
- Anna Elisabeth Achatz (* 1950), Politikerin (FPÖ)